# Le Maître du jeu (roman)
Pour les articles homonymes, voir Le Maître du jeu.
Le Maître du jeu (titre original : The Runaway Jury) est un roman policier judiciaire de l'écrivain américain John Grisham, publié en 1996.

## Adaptation cinématographique
- 2003 : Le Maître du jeu, film américain réalisé par Gary Fleder, d'après le roman éponyme de Grisham, avec John Cusack, Gene Hackman, Dustin Hoffman et Rachel Weisz.